# Ruine Ebersberg
Die Ruine Ebersberg ist die Ruine einer Höhenburg bei 582,9 m ü. NN auf dem Endmoränenkegel Ebersberg mit Mahlweiher rund drei Kilometer nördlich der baden-württembergischen Gemeinde Neukirch im Bodenseekreis in Baden-Württemberg.

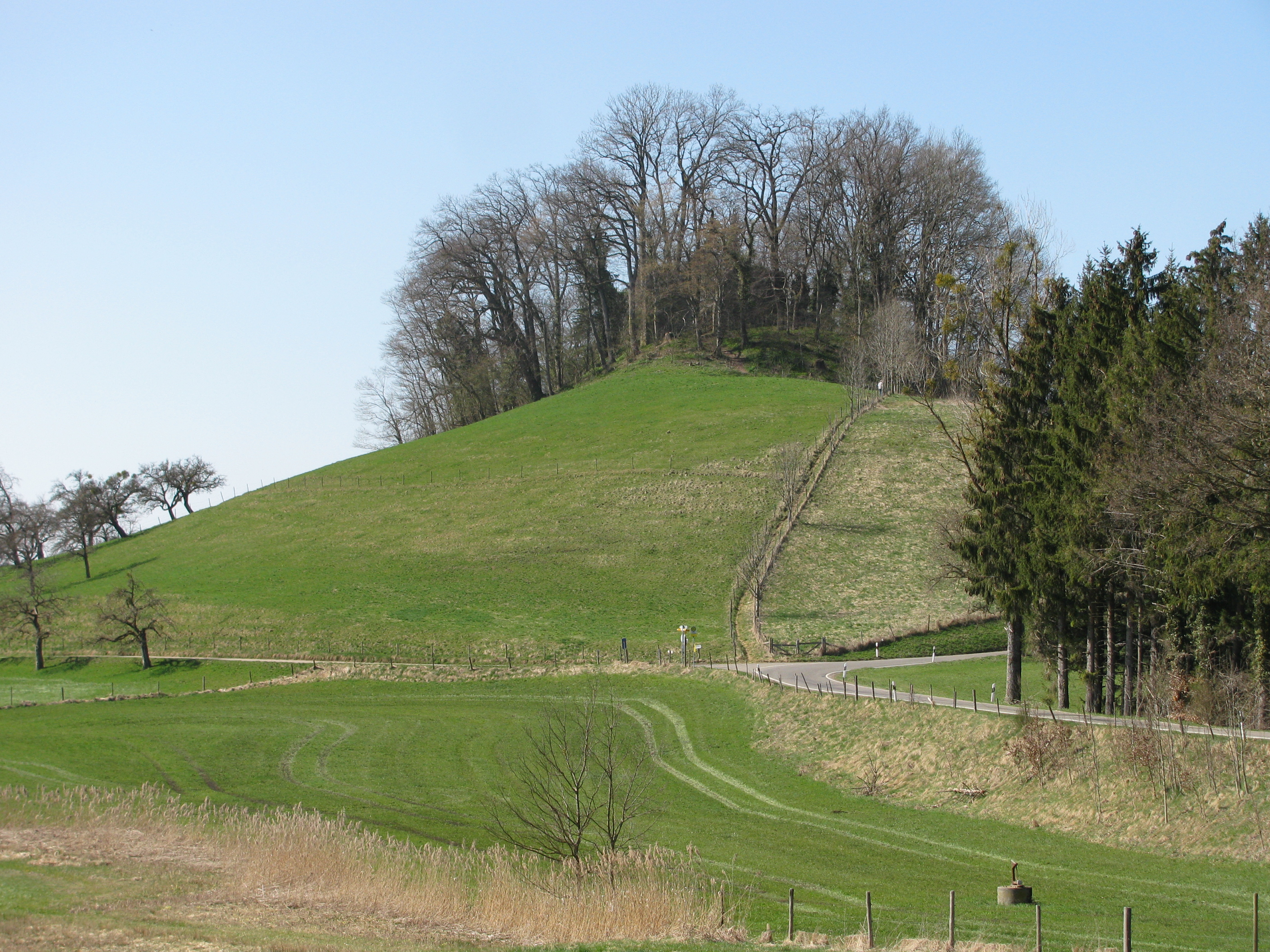
Ruine Ebersberg auf dem Endmoränenkegel

## Geschichte
Die Burg wurde von den Herren von Ebersberg erbaut und 1153 erwähnt. Um 1430 war die Burg im Besitz des Klosters Weißenau.
Conrad v. Stein von Reichenstein verkaufte 1463 Burg und Berg Ebersberg an den Grafen Ulrich V von Montfort.
Die Burganlage mit der Mühle, die vom Abfluss des Ebersberger Weihers betrieben wurde mit den zugehörigen Höfen ist von diesem dann 1468 an das Kloster Weißenau verkauft worden. Später wurden die Anlagen aufgelassen und sind verfallen.
Von der ehemaligen Burganlage sind auf dem steilen Kegel des Drumlins heute noch Grundmauern und Umfassungsmauern eines rechteckigen Burgplatzes erhalten. In der nordwestlichen Ecke deutet ein quadratischer Mauerstumpf auf einen möglicherweise turmartigen Bau hin.
Der rund 45 Meter hoch aus der Landschaft ragende Endmoränenkegel, auf dem die Burg seinerzeit errichtet wurde, ist heute Teil des 1954 ausgewiesenen, fünf Hektar großen Landschaftsschutzgebiets „Endmoränenkegel Ebersberg mit Mahlweiher“, unterhalb des Kegels schließt das Naturschutzgebiet „Ebersberger Weiher“ an.
Momentan (August 2016) ist die Ruine wegen Einsturzgefahr gesperrt.